# 미녀학
《미녀학》(美女学)은 2010년 4월 1일부터 2011년 4월 14일까지 TV 도쿄 계열에서 목요일 심야에 방송되었던 헬로! 프로젝트 멤버 출연의 TV 프로그램이다.

## 개요
- 헬로! 프로젝트가 자랑하는 미소녀 아이돌들이 군웅 할거의 연예계를 살아 남아, 보다 매력적인 아이돌이 되기 위해, 전력 투구로 여러 가지 일을 배워 간다.
- 전 프로그램의『미녀방담(美女放談)』에서는 거의 전편이 토크의 구성이 되어 있었지만, 이 프로그램에서는 거의 전편을 버라이어티로 해, 과외 수업 · 마노벤(2010년 5월 13일 ~ ) · 스마이레지 밀착 문서의 3부 구성으로 하고 있다.
- 2011년 4월 14일에 본 계열의 방송을 종료해, 다음주의 4월 21일부터 후 프로그램으로서 하로프로! TIME(ハロプロ!TIME)이 방송되고 있다.

## 출연자
- 헬로! 프로젝트
  - 모닝구무스메。
  - Berryz코보
  - ℃-ute
  - 마노 에리나
  - 스마이레지
- 아마야 유카 (나레이션)

## 방송국과 방송 시간
| 주요 방송 지역 | 방송국           | 방송 기간                         | 계열         | 방송 요일과 방송 시간 |
| -------------- | ---------------- | --------------------------------- | ------------ | --------------------- |
| 간토 광역권    | TV 도쿄 (제작국) | 2010년 4월 1일 ~ 2011년 4월 14일  | TV 도쿄 계열 | 목요일 25:00 ~ 25:30  |
| 오사카부       | TV 오사카        | 2010년 4월 6일 ~ 2011년 3월 29일  | TV 도쿄 계열 | 화요일 06:30 ~ 07:00  |
| 후쿠오카현     | TVQ 규슈 방송    | 2010년 11월 17일 ~ 2011년 5월 4일 | TV 도쿄 계열 | 수요일 06:30 ~ 07:00  |
| 시가현         | 비와코 방송      | 2010년 10월 5일 ~ 2011년 5월 3일  | JAITS        | 화요일 18:30 ~ 19:00  |
| 전국           | BS JAPAN         | 2011년 4월 2일 ~ 4월 16일         | BS 디지털    | 일요일 09:30 ~ 10:00  |

## DVD
- 미녀학 Vol.1 (2010년 12월 29일)
- 미녀학 Vol.2 (2010년 12월 29일)
- 미녀학 Vol.3 (2011년 2월 2일)
- 미녀학 Vol.4 (2011년 2월 2일)
- 미녀학 Vol.5 (2011년 3월 2일)
- 미녀학 Vol.6 (2011년 3월 2일)
- 미녀학 Vol.7 (2011년 4월 6일)
- 미녀학 Vol.8 (2011년 4월 6일)
- 미녀학 Vol.9 (2011년 6월 8일)
- 미녀학 Vol.10 (2011년 6월 8일)
- 미녀학 Vol.12 (2011년 7월 6일)
- 미녀학 Vol.13 (2011년 9월 7일)